# The Yardbirds
A Yardbirds angol rockegyüttes, amely három híres gitáros karrierjének is kezdete volt: Eric Clapton, Jeff Beck és Jimmy Page mind ebben a zenekarban zenéltek korai időszakukban. Blues alapú zenéjük odáig fejlődött az évek során, hogy hidat képeztek a rhythm and blues és a pszichedelia közt, és megalapozták a korai heavy metal hangzást. Gitárosaik a poptörténelem legbefolyásosabbjai közé tartoznak.
A Yardbirds volt a 60-as években a gitártechnikák úttörője: a fuzz tone, a visszacsatolás, a torzítás és a javított erősítés nagyrészt az ő kísérletezéseik eredménye. Feloszlásuk a Led Zeppelin megalakulását jelentette: Jimmy Page előre lekötött Yardbirds-turnék teljesítésére hozta eredetileg össze az együttesét.

## Diszkográfia
- Five Live Yardbirds (1964)
- For Your Love (1965)
- Having a Rave Up (1965)
- The Yardbirds (Roger the Engineer) (1966)
- Little Games (1967)
- Live Yardbirds: Featuring Jimmy Page (1971)
- Blue Eyed Blues (1972)
- Ultimate! (2001)
- Birdland (2003)